# Mistrzostwa Świata Strongman 1982
Mistrzostwa Świata Strongman 1982 – doroczne, indywidualne zawody siłaczy.
WYNIKI ZAWODÓW:

Data: 1982 r.

Miejsce: Six Flags Magic Mountain (stan Kalifornia)  Stany Zjednoczone
| Miejsce | Zawodnik        | Kraj              | Punkty            |
| ------- | --------------- | ----------------- | ----------------- |
| 1.      | Bill Kazmaier   | Stany Zjednoczone | 91                |
| 2.      | Tom Magee       | Kanada            | 78                |
| 3.      | John Gamble     | Stany Zjednoczone | 69,5              |
| 4.      | Geoff Capes     | Anglia            | 67 (kontuzjowany) |
| 5.      | Ernie Hackett   | Stany Zjednoczone | 65,5              |
| 6.      | Curt Marsh      | Stany Zjednoczone | 64                |
| 7.      | Dave Waddington | Stany Zjednoczone |                   |
| 8.      | Bill Dunn       | Stany Zjednoczone |                   |
| 9.      | Jim Hough       | Stany Zjednoczone |                   |
| 10.     | Ross Browner    | Stany Zjednoczone |                   |